# Euphorbia orjeni
Euphorbia orjeni är en törelväxtart som beskrevs av Günther von Mannagetta und Lërchenau Beck. Euphorbia orjeni ingår i släktet törlar, och familjen törelväxter. Inga underarter finns listade i Catalogue of Life.